# Hafenspeicher Mykolajiw

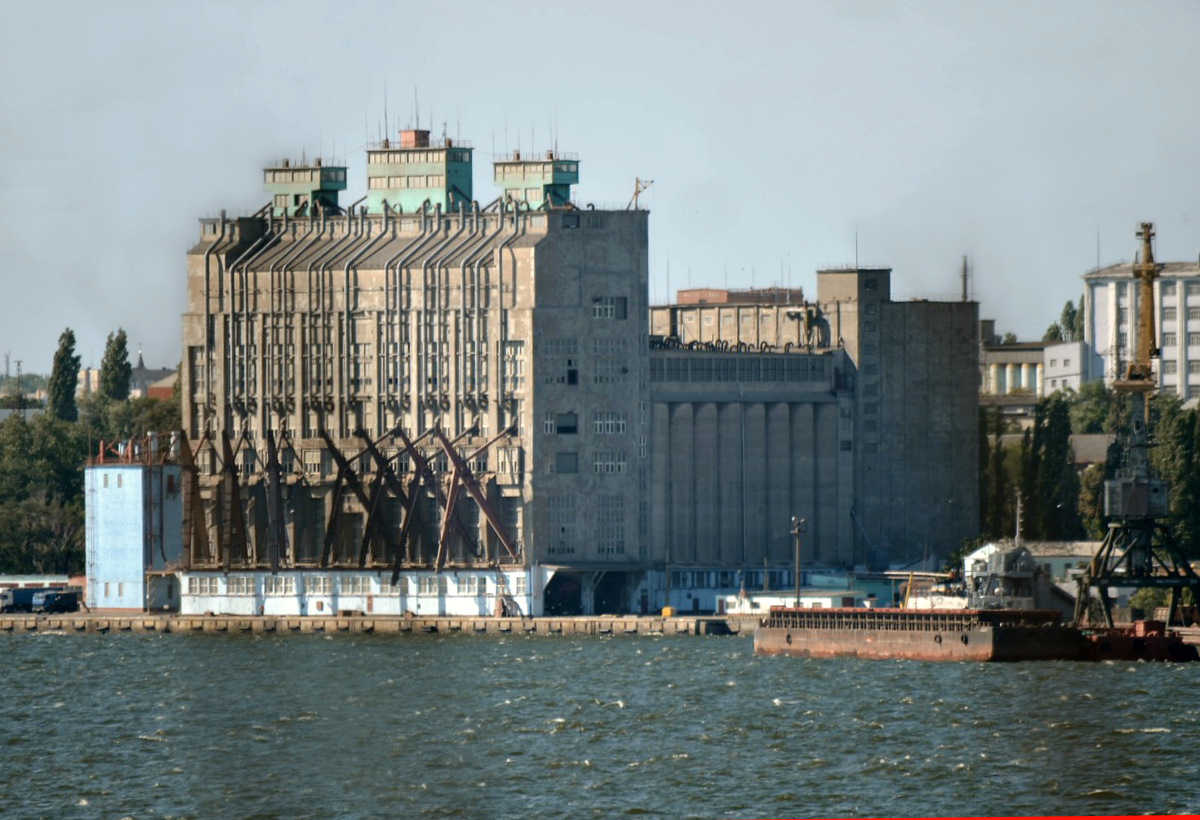
Der Hafenspeicher von Süden (2013)

Der Hafenspeicher Mykolajiw (ukrainisch: Миколаївський портовий елеватор) ist ein Getreidespeicher im Hafen der südukrainischen Stadt Mykolajiw, der von einem staatlich geführten Unternehmen betrieben wird. Der Silobetrieb entstand im späten 19. Jahrhundert; das zu Beginn der 1930er Jahre errichtete neue Bauwerk zählte zu den größten Hafenspeichern weltweit.

## Geschichte

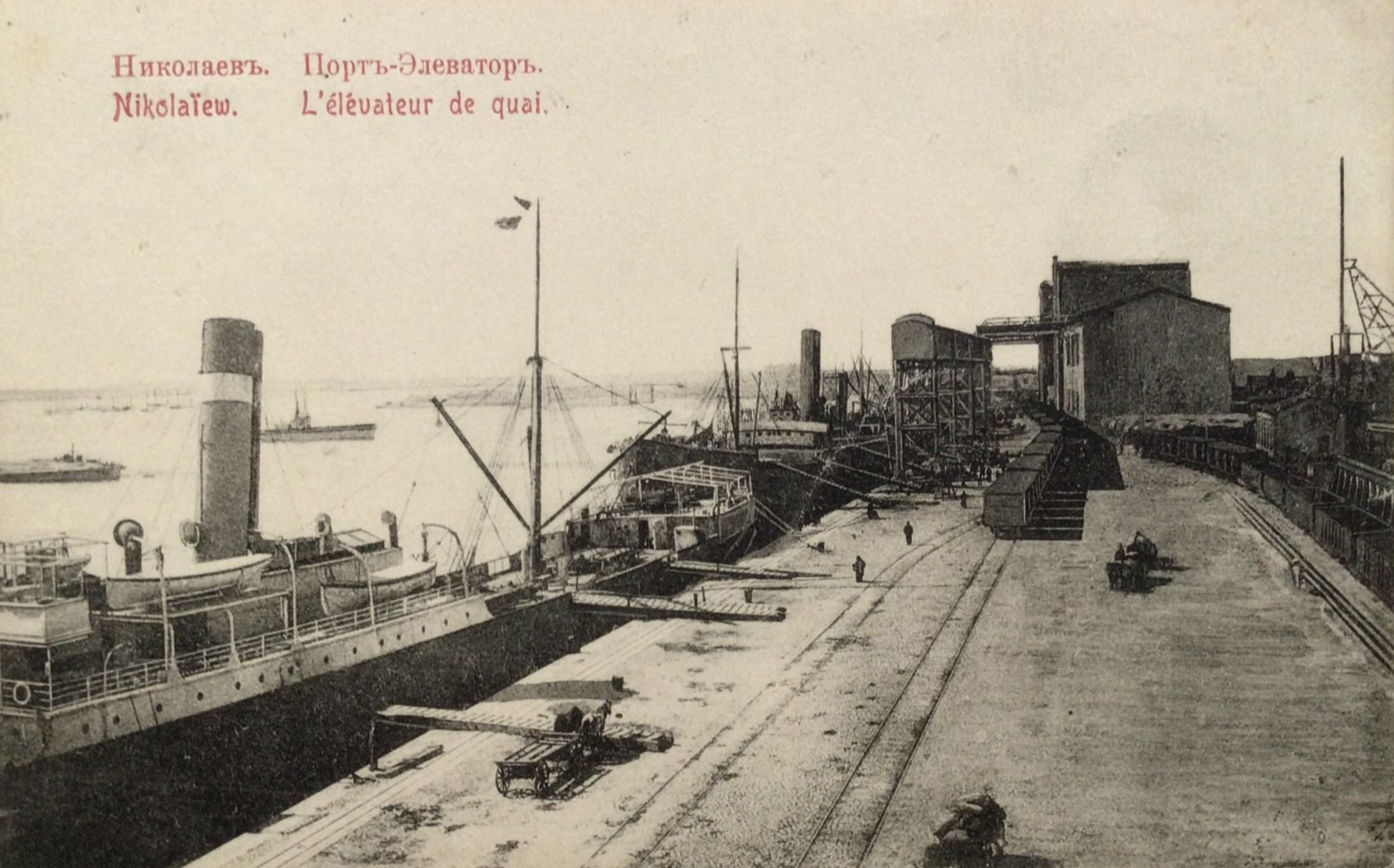
Gesamtansicht des Hafens und Erster Getreidespeicher am Anfang des 20. Jahrhunderts

Nachdem der am Südrand der Stadt liegende Seehafen Mykolajiw in den 1870er Jahren an das Eisenbahnnetz angeschlossen worden war, nahm der Export von Gütern aus den ukrainischen Gebieten des russischen Kaiserreichs über Mykolajiw stark zu. Der Hafen war für Dampfschiffe vom Schwarzen Meer aus gut zu erreichen. 1891 entstand ein Handelsunternehmen, das bis 1893 im Seehafen am Ufer des Südlichen Bug einen leistungsfähigen Kaispeicher errichtete, der für den Export sowie den Import von Getreide eingesetzt werden konnte. Das mehrstöckige Gebäude direkt am Kai war für die Beladung von Frachtschiffen ausgelegt und mit der Eisenbahn über ein Anschlussgleis erreichbar. Am 10. Februar 1893 nahm die Anlage den Betrieb auf. Zu Beginn des 20. Jahrhunderts wurden die technischen Einrichtungen des Speichers mechanisiert und im Jahr 1911 mit einem elektrischen Antrieb ausgerüstet.

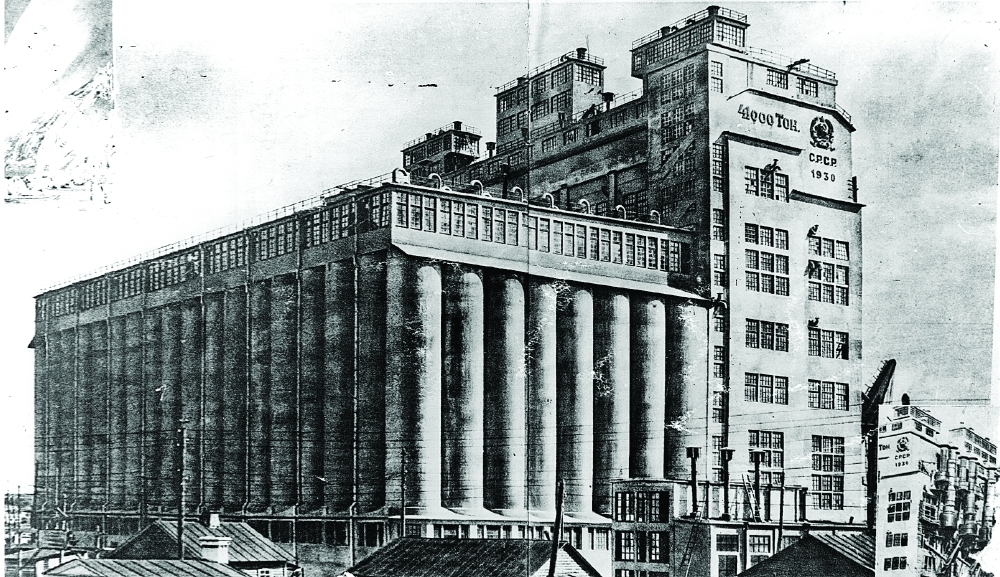
Neuer Hafenspeicher. Künstlerische Darstellung um 1930

Um 1930 wurde der erste Hafenspeicher durch ein viel größeres, in einem Bauvorgang errichtetes Bauwerk aus Stahlbeton mit einer Lagerkapazität von 41.000 Tonnen Getreide ersetzt. Das monumentale Gebäude steht über den Gleisen und verfügte zu Beginn über 144 Hochsilos mit einem Durchmesser von 4 m. 1972 kamen auf der Landseite weitere Silos für 28.000 Tonnen dazu. Der Hafenspeicher wird für das Einlagern und die Verladung von Getreide und Sonnenblumenkernen benutzt. Die Lagertechnik umfasst 42 Hebewerke, 32 Förderbänder und weitere Einrichtungen und ist für einen Güterumschlag von bis zu 6.000 Tonnen Schüttgut pro Tag ausgelegt.
Der leistungsfähige Hafenspeicher bildete ein wichtiges Glied in der Logistikkette des vom sowjetischen Regime forcierten Getreideexports aus der Ukrainischen Sozialistischen Sowjetrepublik und angrenzenden Gebieten. Die Wirtschaftspolitik der kommunistischen Zentralregierung führte zu einer katastrophalen Hungersnot, die in der Ukraine besonders viele Opfer forderte und mit dem Begriff Holodomor als eine der schlimmsten Phasen der jüngeren Landesgeschichte bezeichnet wird.
Der Speicher in Mykolajiw gehört dem 2010 gegründeten staatlichen ukrainischen Getreidehandelsunternehmen SFGCU PJSC (State Food and Grain Corporation of Ukraine), welches auch eigenes Ackerland für den Anbau von Getreide im Umfang von 2347 ha besitzt. SFGCU wurde 2020 in den ukrainischen Staatsfonds überführt und soll privatisiert werden. 2019 bis 2021 untersuchte die ukrainische Antikorruptionsbehörde Missbräuche in der Geschäftsführung des Unternehmens.
Wie fast der ganze Warenumschlag in den Häfen von Mykolajiw wurde beim Überfall von Russland auf die Ukraine 2022 wegen Angriffen von Bodentruppen und Bombardierungen sowie einer Seeblockade im Schwarzen Meer auch der Betrieb des Hafenspeichers unterbrochen.